# Synode fédéral des Églises protestantes et évangéliques de Belgique
Le Synode fédéral des Églises protestantes et évangéliques de Belgique est une alliance évangélique nationale, affiliée à l'Alliance évangélique mondiale. Elle regroupe 20 unions d'églises chrétiennes évangéliques, 646 églises et 140 000 chrétiens en Belgique. Son siège se situe à Bruxelles. Son président est David Vandeput.  

## Histoire
Le Synode fédéral est fondé en 1998 ,. Trois organisations sont à l'origine de cette nouvelle structure, soit la Fédération évangélique francophone de Belgique (FEFB), l’Evangelische Alliantie Vlaanderen (EAV ; Alliance évangélique de Flandre) et le Verbond van Vlaamse Pinkstergemeenten (VVP ; Alliance d’Églises pentecôtistes flamandes).  
En 2003, le Conseil administratif du Culte protestant et évangélique est créé avec l'Église protestante unie de Belgique comme organe représentatif auprès des autorités civiles,,. 
En 2022, David Vandeput devient président du Synode fédéral . 

## Statistiques
En 2024, le Synode fédéral regroupe 20 unions d'églises chrétiennes évangéliques, 646 églises locales et 140 000 personnes.

## Croyances
Le Synode fédéral a une confession de foi évangélique et est membre de l’Alliance évangélique mondiale .